# Belonuchus confusus
Belonuchus confusus (лат.) — вид жуков-стафилинид рода Belonuchus из подсемейства Staphylininae. Мексика (Chiapas, Pueblo Nuevo Solistahuacán).

## Описание
Коротконадкрылые хищные жуки, длина тела 11,6 мм. Форма тела удлинённая, слегка сплюснутая. Чёрные голова, переднеспинка, шестой видимый сегмент брюшка, большая часть пятого видимого сегмента (кроме передней границы) и грифельки брюшка. Красноватая окраска на надкрыльях, ногах, стернуме, переднем крае пятого видимого сегмента брюшка и видимых сегментах 1-4. Красновато-коричневые на двух вершинных члениках усика, мандибулах, максиллярных и губных щупиках, скутеллюме и генитальном стерните. Антенномеры 4-5 удлинённые, 6-8 почти равны по длине своей ширине, 9-10 слегка поперечные. Мандибулы в 1,2 раза длиннее головы; каждая жвала с двумя хорошо разделенными зубцами (базальным и средним), апикальная область несколько изогнута, внешний край хорошо отделен от внутреннего края у основания, внутренний край проходит вперед в виде вдавленной линии за уровень среднего зубца.

## Таксономия и этимология
Вид был впервые описан в 2022 году мексиканскими энтомологами Хуаном Маркесом (Juan Márquez) и Джульетой Асиайн (Julieta Asiain; Laboratorio de Sistemática Animal, Centro de Investigaciones Biológicas, Universidad Autónoma del Estado de Hidalgo, Hidalgo, Идальго, Мексика), по типовым материалам из Мексики. Название этого вида связано с тем, что его можно спутать с Belonuchus alternans и с Belonuchus trochanterinus.